# Abercrombie (Dacota do Norte)
Abercrombie é uma cidade localizada no estado norte-americano de Dakota do Norte, no Condado de Richland.

## Demografia
Segundo o censo norte-americano de 2000, a sua população era de 296 habitantes. Em 2006, foi estimada uma população de 283, um decréscimo de 13 (-4.4%).

## Geografia
De acordo com o United States Census Bureau tem uma área de 
1,6 km², dos quais 1,6 km² cobertos por terra e 0,0 km² cobertos por água. Abercrombie localiza-se a aproximadamente 286 m acima do nível do mar.

## Localidades na vizinhança
O diagrama seguinte representa as localidades num raio de 16 km ao redor de Abercrombie. 